# Marty Holmes
Marty Holmes (* ca. 1925 in Brooklyn; † 28. September 2001) war ein US-amerikanischer Saxophonist, Arrangeur und Komponist.
Holmes lernte mit sechs Jahren Geige, mit 15 Saxophon und mit 16 Jahren Klarinette; autodidaktisch lernte er zudem Piano. Er begann seine Karriere Anfang der 1940er-Jahre; während des Zweiten Weltkriegs spielte er in einer Armeeband. Nach seiner Entlassung aus der US-Army arbeitete er zunächst in verschiedenen Swing- und Tanzbands, u. a. bei Jerry Wald, Bobby Byrne, Tommy Reynolds, Neal Hefti und Tito Puente. Als Arrangeur war er zudem für Larry Elgart, Johnny Long und Tito Puente tätig, für den er die Nummern The Floozie und What Are You Doing, Honey? schrieb. 1957 gründete Holmes sein eigenes Oktett (u. a. mit den Posaunisten Sonny Russo, Eddie Bert, Robert Ascher und Sam Takvorian), dessen LP, Art Ford’s Party for Marty 1959 bei Jubilee Records erschien. Seine Komposition Was There a Call for Me wurde von Bobby Darin aufgenommen.
In späteren Jahren arbeitete Holmes als Lehrer für Harmonielehre und Musiktheorie. Seit 1942 Mitglied der Musikgewerkschaft Local 802, diente er der Organisation in den 1990er-Jahren als Funktionsträger in Manhattan. Holmes starb im September 2001 im Alter von 76 Jahren. Im Bereich des Jazz war er als Saxophonist und Arrangeur zwischen 1953 und 1994 an sieben Aufnahmesessions beteiligt.